# Norvicus (schip, 1911)
De Norvicus is een wachtschip van Zeeverkennersgroep Norvicus uit Noordwijk. Het is een clubhuis te water voor de groep. Een schip, dat niet alleen voor groepsactiviteiten kan worden gebruikt, maar waarmee ook gevaren kan worden. Als vervoer- en transportmiddel van, naar en tijdens kampen en als moederschip voor de vloot. Het ruim wordt tijdens kampen gebruikt om te slapen, te eten en te spelen. De roef van het schip wordt gebruikt door de staf voor overleg en spelvoorbereidingen.
Na de aanschaf In 1986 zijn er door een werf bakshokken en tanks geplaatst. In 2000 is er door een werf in Arnhem een stalen dek op gelast, waarmee het ruim geschikt werd als verblijfsruimte voor 70 personen. Bovendien is hierna het schip aangepast zodat het voldeed aan de eisen van de scheepvaart inspectie. Er werden 2 toiletten en een open keuken geïnstalleerd, waarbij ook het drinkwatersysteem werd aangepast aan de huidige eisen. Dat betekent dat het drinkwater na de hydrofoor nu langs een Uv-lamp stroomt en daarna door diverse filters voordat het bij de kranen komt. De wasplaats voor 5 personen met 3 toiletten heeft alleen koud water.
Het wachtschip wordt onderhouden door een vast team vrijwilligers (Technische dienst) met een beperkt budget.

## Liggers Scheepmetingsdienst[3]
| Meetnummer   | District en volgnr. | Meetdatum       | Meetplaats | Lengte [m] | Breedte [m] | Inzinking [m] | Waterverplaatsing [ton] | Naam      | Eigenaar               | Domicilie |
| ------------ | ------------------- | --------------- | ---------- | ---------- | ----------- | ------------- | ----------------------- | --------- | ---------------------- | --------- |
| R25870N      | Rotterdam           | 8 november 1960 | –          | 42,29      | 5,07        | 2,31          | 382,147                 | VIOS 2    | –                      | -         |
| RN1150       | Rotterdam           | 12 januari 1981 | –          | 42,49      | 5,09        | 2,30          | 368,673                 | RODI L    | –                      | –         |
| Andere naam  |                     |                 |            |            |             |               |                         | HENDRIK   |                        |           |
| Andere naam: |                     |                 |            |            |             |               |                         | PELGRIM 2 |                        |           |
| AN3373       | Amsterdam           | 5 oktober 1987  | –          | 42,03      | 5,07        | 1,23          | 49,205                  | NORVICUS  | Scoutinggroep Norvicus | Noordwijk |